# Edwardsiana expanda
Edwardsiana expanda är en insektsart som först beskrevs av Delong och Johnson 1936.  Edwardsiana expanda ingår i släktet Edwardsiana och familjen dvärgstritar. Inga underarter finns listade i Catalogue of Life.